# Horley
 (janvier 2022).
Le contenu est difficilement compréhensible vu les erreurs de traduction, qui sont peut-être dues à l'utilisation d'un logiciel de traduction automatique.
Horley est une ville du Surrey, en Angleterre. Elle se situe dans le district de Reigate and Banstead l'un des onze du comté.  Elle est entre Crawley surtout au sud-ouest et Reigate et Redhill au nord, ces derniers séparés par un paysage mi-boisé, mi-céréalier qui est faiblement vallonné, faisant partie de la ceinture verte métropolitaine.  Au moment du recensement de 2011, elle comptait 22 076 habitants.
Elle se trouve presque directement au nord-ouest de l'aéroport de Londres-Gatwick, avec une petite ceinture verte, sans villages, entre les deux lieux, ou la partie résidentielle. La ville abrite le siège de la compagnie aérienne Norwegian Air UK et plusieurs compagnies liée au secteur de l'aviation.  Les pavillions legèrement boisés (ou similaires) ainsi que des appartements assez bas forment le logement local. L'heure simple (ou un peu moins) de trajet pour atteindre la plupart du centre de Londres par les trains fréquents allant soit à la Cité (de Londres) soit au centre-ouest de Westminster rend, directement, les alentours semi-rurales mais la ville quasiment développée autour de sa gare Victorienne elle-même, sans aire urbaine. Le moyen est pendant longtemps électrique et c'est un arrêt majeur sur le chemin vers Brighton, au bord de la Manche.
Le secteur automobile, celui de l'énergie, celui de la maintenance, celui des services publics locaux et celui des entreprises d'accueil/restauration/choses ou commandes alimentaires sont des employeurs importants. De nombreux bureaux techniques existent comme ceux qui se consacrent à l'architecture routine, au fret aérien, au support client ou financier spécialisé qui ne méritent pas la présence d'une grande ville.
Une très vasta zone environnante a subi des fracturations hydrauliques, non sans de grandes controverses, entraînant maintes fois l'adoption de mesures d'atténuation et des fermetures[De quoi ?]. 